# George Clarkson
George Elliott "Guy" Clarkson (1. ledna 1891, York County, Ontario – Říjen 1974) byl britský reprezentační hokejový útočník.
S reprezentací Velké Británie získal jednu bronzovou olympijskou medaili (1924).

## Úspěchy
- Bronz na Letních olympijských hrách – 1924